# Luigi Montabone
Pour les articles homonymes, voir Montabone (homonymie).
Luigi Montabone, actif à partir de 1855 et mort en 1877, est un photographe italien. 
Aucun élement ne documente la biographie et l'activité de Luigi Montabone avant 1855 où il commence sa carrière à Milan. Il se qualifie de Photographe de Sa Majesté et ouvre plusieurs studios photographiques à Rome, Florence et Turin .
Pionnier de la photographie en Italie, il est notamment connu pour son album de photographies Ricordi del viaggio in Persia della missione italiana del 1862.

## Galerie

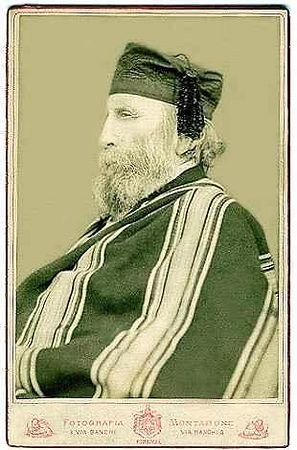
Giuseppe Garibaldi.
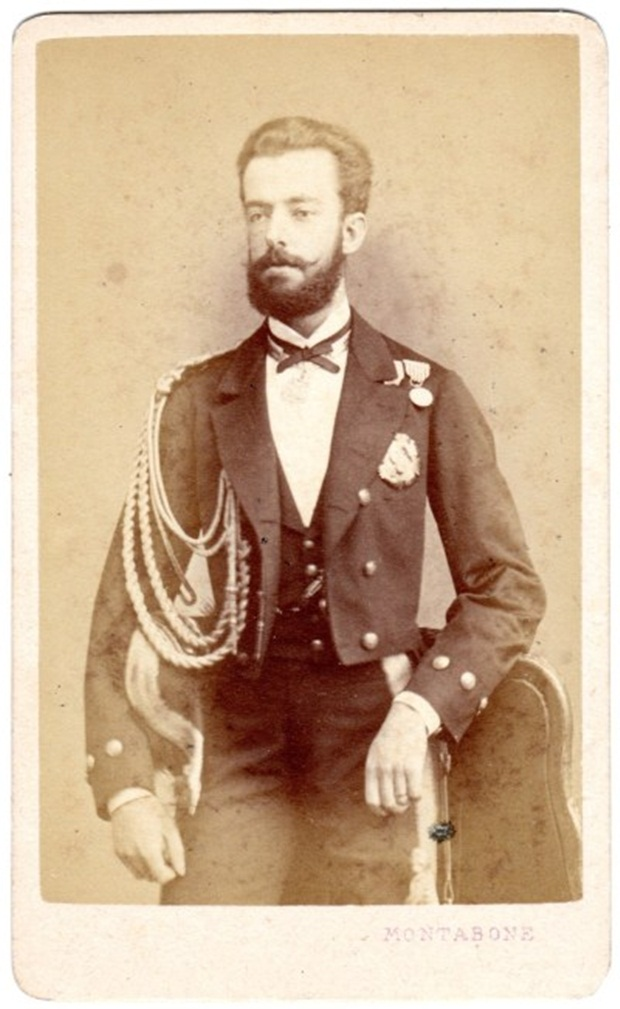
Amédée de Savoie (1845-1890), roi d'Espagne de 1871 à 1873 sous le nom d'Amédée Ier.
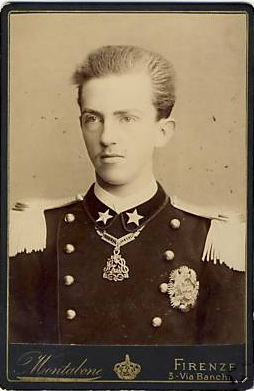
Victor-Emmanuel III enfant.
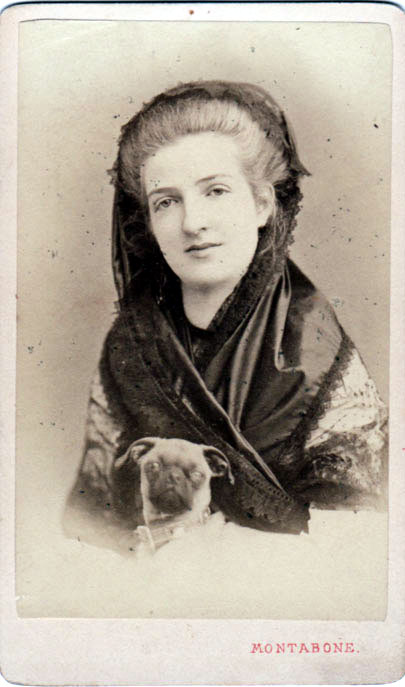
Marguerite de Savoie, reine consort d'Italie.
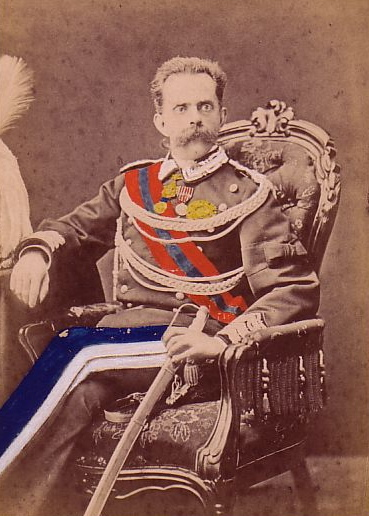
Humbert Ier, roi d'Italie.